# Yu Shumei
Yu Shumei (en chino: 于 淑梅; Dalian, 20 de octubre de 1977) es una deportista china que compitió en biatlón. Ganó una medalla de plata en el Campeonato Mundial de Biatlón de 2000, en la prueba de 15 km individual.
Participó en dos Juegos Olímpicos de Invierno, en los años 1998 y 2002, ocupando en Nagano 1998 el quinto lugar en la prueba de velocidad y el séptimo lugar en el relevo femenino.

## Palmarés internacional
| Campeonato Mundial | Campeonato Mundial | Campeonato Mundial | Campeonato Mundial |
| Año                | Lugar              | Medalla            | Prueba             |
| ------------------ | ------------------ | ------------------ | ------------------ |
| 2000               | Oslo (Noruega)     | Medalla de plata   | Individual         |